# 川南村 (広島県)
川南村（かわみなみむら）は、広島県深安郡にあった村。現在の福山市の一部にあたる。

## 地理
高屋川流域、神辺平野（福山平野）の南部に位置していた。
- 山岳：黄葉山[1]

## 歴史
- 1889年（明治22年）4月1日、町村制の施行により、安那郡川南村が単独で村制施行し、川南村が発足[1][2]。
- 1898年（明治31年）10月1日、郡の統合により深安郡に所属[2][1]。
- 1919年（大正8年）高屋川堤防の片山裏が、1920年（大正9年）王子山裏が決壊し、一帯の水田は甚大な被害を受けた[1]。
- 1929年（昭和4年）3月1日、深安郡川北村と合併し、町制施行し神辺町を新設して廃止された[1][2]。

### 地名の由来
高屋川の南側に位置していたことによる。

## 産業
- 農業、畜産、織物業[1]

## 交通

### 鉄道
- 1914年（大正3年）両備軽便鉄道（現福塩線）福山～府中間開通し字六の丁に神辺駅開設[1]。1922年（大正11年）同鉄道神辺～高屋間開通[1]。

## 教育
- 1891年（明治24年）神辺南尋常小学校開校[1]。1914年（大正3年）高等科併置[1]。

## 名所・旧跡
- 神辺城跡[1]